# Sciapus flaviannulatus
Sciapus flaviannulatus är en tvåvingeart som först beskrevs av Van Duzee 1929.  Sciapus flaviannulatus ingår i släktet Sciapus och familjen styltflugor. Inga underarter finns listade i Catalogue of Life.